# Evelina
Evelina ist ein weiblicher Vorname.

## Herkunft und Bedeutung
Bei Evelina handelt es sich um eine latinisierte Form von Aveline. Dieser Name ist auf Avelina, einen Diminutiv von Avila, zurückzuführen.
Die genaue Herkunft des Namens ist nicht bekannt. Möglich sind folgende Herleitungen:
- germanisch avi: „begehrt, gewünscht“[3]
- altsächsisch aval: „Kraft“, „Stärke“[4][5]
- urgermanisch *awja „Hagel“[4][5]

Heute wird der Name oft als Variante von Evelyn oder erweiterte Form von Eve angesehen.

## Verbreitung
Heute ist der Name Evelīna vor allem in Lettland verbreitet. In den 1990er Jahren stieg er in den Vornamenscharts rasch auf. Mittlerweile sinkt seine Popularität, jedoch belegte der Name im Jahr 2020 mit Rang 20 immer noch einen der Topränge der Vornamenscharts.
In Litauen gehörte Evelina bis 2009 zu den 20 meistvergebenen Mädchennamen.
Auch in Schweden war der Name lange beliebt. Bis 2011 gehörte er zu den 100 beliebtesten Mädchennamen des Landes.
In Deutschland ist der Name Evelina eher selten. Im Jahr 2021 belegte er Rang 351 der Vornamenscharts.

## Varianten
- Deutsch: Evelyna
  - Urgermanisch: Avelina, Aveza, Avila, Ava
  - Diminutiv: Lina
- Englisch: Alene, Aline, Avaline, Aveline, Ilean, Ileen, Ilene, Avice, Avis
  - Irisch: Aileen, Eibhlín, Eileen
  - Schottisch-Gälisch: Aileen, Èibhlin
  - Diminutiv: Lina
- Estnisch: Evelin
- Finnisch: Eveliina
- Französisch: Eveline, Évelyne
- Griechisch: Εβελίνα Evelína
- Lettisch: Evelīna
  - Diminutiv: Ina, Līna, Ināra
- Niederländisch: Evelien, Eveline
- Polnisch: Ewelina
- Russisch: Эвелина Ewelina
- Slowakisch: Evelína
- Tschechisch: Evelína
- Ungarisch: Evelin

## Namensträgerinnen
- Evelina Chao (* 1949), US-amerikanisch-chinesische Violinistin
- Evelina Crüsell (* 2004), schwedische Skilangläuferin
- Evelina Dobrovolska (* 1988), polnisch-litauische Politikerin
- Ewelina Hańska (c. 1805–1882), polnische Adlige und Ehefrau Honoré de Balzacs
- Evelina Haverfield (1867–1920), britische Suffragette und Hilfswerkarbeiterin
- Evelina Jecker-Lambreva (* 1963), bulgarisch-schweizerische Schriftstellerin
- Evelina Kos (* 1996), slowenische Fußballnationalspielerin
- Evelina Raselli (* 1992), Schweizer Eishockeyspielerin
- Evelina Rodigari (* 1978), italienische Short-Trackerin
- Evelina Samuelsson (* 1984), schwedische Eishockeyspielerin
- Evelina Sašenko (* 1987), polnisch-litauische Jazz- und Popsängerin
- Evelina Settlin (* 1992), schwedische Skilangläuferin
- Evelīna Krista Sitnika (* 2003), lettische Leichtathletin
- Evelina Stampa (* 1922), Schweizer Politikerin
- Evelina Valabrega (1907–1944), italienische Hausfrau und Opfer des Holocaust